# Gabriel Benattar
Pour les articles homonymes, voir Benattar.
Gabriel Benattar est un cinéaste français.

## Biographie
Gabriel Benattar a produit et réalisé trois longs métrages, 1987 "Sécurité publique", 1988 ”Alice”, 2006 documentaire ”Israël entre Renaissance et déclin ”.

## Filmographie
Long-métrage:
- 1988 : Sécurité publique
- 1988 : Alice[1]
- 2006. "Israël,  entre renaissance et déclin"